# Gtk Sharp
Gtk#（ジーティーケーシャープ）は、GTKおよびGNOMEライブラリの.NET向けのバインディングセットである。
Gtk#を用いることで、Monoなどの共通言語基盤を用いたグラフィカルなGNOMEのアプリケーションの作成が容易になる。Gtk#はイベントドリブンを採用したシステムである。
Gtk#を使ったアプリケーションはLinux、Windows、macOSなど多くのプラットフォーム上で動作する。Windows版MonoはGTK、Gtk#と、GTKアプリケーションをネイティブWindowsアプリケーションのようなルック・アンド・フィールにするネイティブテーマを含んでいる。また、Mono 1.9以降、Mac OS X上のGtk#アプリケーションはX11サーバがなくても動作するようになった。
GladeをGlade#バインディングと共に使えば、GUIアプリケーションが容易にデザインできる。また、MonoDevelopにはSteticというGUIデザイナが統合されている。
gtk-dotnet.dllは、開発ツールの標準Gtk/Gnomeスタックのサポートに加え、利用可能な.NETスタックの機能性を使うためのブリッジを提供する。現在、ウィジェットに描画するSystem.Drawingを使うための機能性が含まれている。